# Santigold
Santigold, właśc. Santi White (ur. 25 września 1976 w Filadelfii) – amerykańska wokalistka, producentka i autorka tekstów.

## Życiorys
Ukończyła studia muzyczne na Wesleyan University w Filadelfii. Po studiach rozpoczęła pracę w wytwórni Epic Records, którą jednak szybko porzuciła na rzecz prac nad płytą wokalistki Res How I Do, którą wyprodukowała i do której napisała teksty. Była też wokalistką punk-rockowego zespołu Stiffed, z którym wydała dwa albumy. Właśnie wtedy została zauważona przez wytwórnię Lizard King Records, która zaproponowała jej solowy kontrakt.
Przed nagraniem płyty musiała zmienić swój pseudonim z Santogold na Santigold z powodu protestów znanego jubilera Santo Golda.

## Kariera solowa
Jej pierwsze utwory L.E.S. Artistes i Creator pojawiły się w Internecie w 2007 roku. Debiutancki album Santogold został wydany w kwietniu 2008 roku. Album odniósł duży sukces komercyjny. Singiel L.E.S. Artistes został umieszczony przez magazyn Rolling Stone na 2 miejscu w zestawieniu najlepszych singli 2008 roku. Sukcesy te pozwoliły Santigold na koncertowanie m.in. z M.I.A., Coldplay, Björk czy Beastie Boys. Nagrała też razem z raperem Jay-Z utwór Brooklyn Go Hard, wykorzystany w filmie Notorious.
Utwory Santigold wykorzystano w grach komputerowych firmy EA Sports, L.E.S. Artistes w grze NHL 08, You'll Find a Way w FIFA 08, utwór Creator w NBA 08, Shuv it w grze Fight Night Round 4, Disparate Youth w grze Forza Horizon oraz NBA 2K16, a także w grze firmy Codemasters DiRT2 wykorzystano utwór „Say Aha”.
Wokalistka wystąpiła w Polsce 5 lipca 2009 roku na festiwalu Open’er.

## Dyskografia
Albumy
- 2008: Santogold
- 2012: Master Of My Make-Believe
- 2016: 99¢

Single
- 2008: „Creator”
- 2008: „L.E.S. Artistes”
- 2008: „My Drive Thru”
- 2008: „Lights Out”
- 2008: „Say Aha”
- 2011: „Go”
- 2012: „Big Mouth”
- 2012: „Disparate Youth”
- 2012: "The Keepers"
- 2015:  "Can't Get Enough of Myself"
- 2015: "Who Be Lovin' Me"
- 2016: "Chasing Shadows"
- 2016: "Banshee"